# Шимусик, Станислава Брониславовна
Станислава Брониславовна Шимусик (1928 — 2006) — советский передовик производства в деревообрабатывающей промышленности. Герой Социалистического Труда (1966).

## Биография
Родилась 1 мая 1928 года в деревне Велешино, Копыльского района Минского округа Белорусской ССР в белорусской крестьянской  семье.
До 1941 года окончила начальную школу Копыльского района. С 1941 года в период Великой Отечественной войны вместе с семьёй находилась на оккупированной территории, рано приобщилась к нелёгкому крестьянскому труду. С 1944 года после освобождения района от гитлеровских войск принимала участие в восстановлении местного колхоза и народного хозяйства своей деревни. Окончила шесть классов неполной средней школы.
С 1947 года окончила школу фабрично-заводского обучения при Бобруйском фанерно-деревообрабатывающем комбинате, получила квалификацию прессовщицы 4 разряда и стала работать на этом комбинате.
Сначала работала за пультом управления гидравлическим прессом, позже была назначена бригадиром фанеровщиц цеха по выработке клееной фанеры.
За годы седьмой пятилетки с 1959 по 1965 годы бригада С. Б. Шимусик добилась высокой производительности труда и вышла в лидеры среди заводских коллективов.
17 сентября 1966 года  Указом Президиума Верховного Совета СССР «за выдающиеся успехи достигнутые в выполнении семилетнего плана» Станислава Брониславовна Шимусик была удостоена звания Героя Социалистического Труда с вручением Ордена Ленина и золотой медали «Серп и Молот».
С 1977 года перешла работать контролёром в отдел технического контроля. С 1983 года вышла на заслуженный отдых.
Помимо основной деятельности С. Б. Шимусик избиралась депутатом Бобруйского городского Совета народных депутатов.
Жила в городе Бобруйск в Белоруссии. Умерла 10 июня 2006 года.

## Награды
- Медаль «Серп и Молот» (17.09.1966)
- Орден Ленина (17.09.1966)